# Adolf Pernwerth von Bärnstein

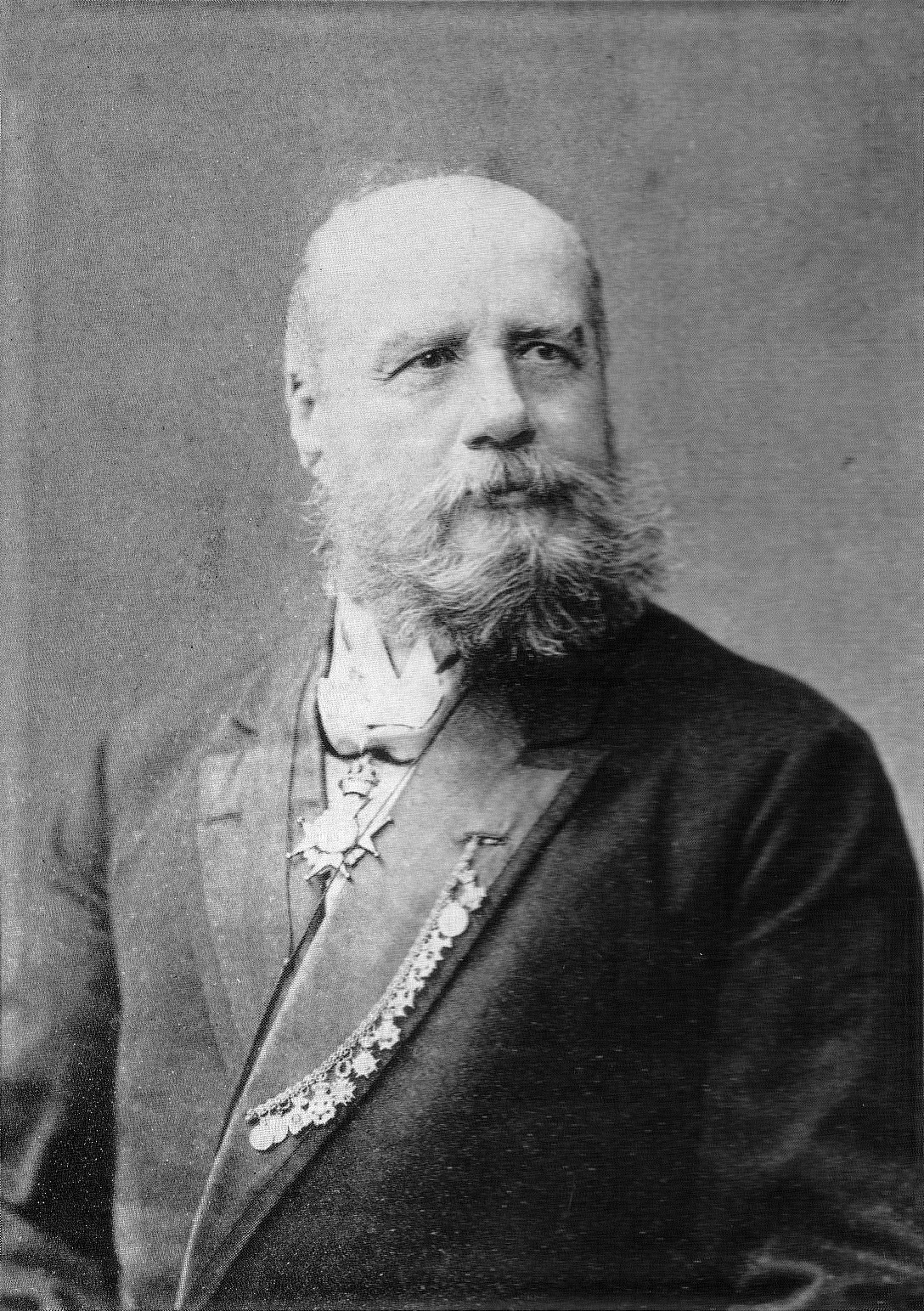
Pernwerth von Bärnstein

Adolf Joseph Friedrich Pernwerth von Bärnstein (* 20. Mai 1836 in Würzburg; † 2. November 1918 in München) war ein deutscher Eisenbahnbeamter und Studentenhistoriker.

## Leben
Geboren als Sohn eines bayerischen Offiziers aus einem alten Tiroler Adelsgeschlecht, studierte Pernwerth von Bärnstein Rechtswissenschaft an der Julius-Maximilians-Universität Würzburg. 1856 wurde er Mitglied des Corps Moenania Würzburg.
Nach Beendigung seiner Ausbildung trat er in den bayerischen Staatsdienst und wurde 1867 Eisenbahnofficial, ab 1874 Bahnverwalter in verschiedenen Orten Bayerns, 1880 Leiter des Hauptbahnhofs in München, 1884 Generaldirektionsrat und 1892 Generaldirektor der Königlich Bayerischen Staats-Eisenbahnen. 1901 trat er in den Ruhestand und erhielt den Titel eines Königlichen Geheimrats.
Pernwerth von Bärnstein verfasste neben Veröffentlichungen aus dem Verkehrswesen auch studentenhistorische Arbeiten und gilt als einer der Begründer der Studentengeschichtsforschung.

## Ehrungen
- Verdienstorden der Bayerischen Krone, Ritter
- Ritter I. Klasse des Verdienstordens vom Heiligen Michael
- Roter Adlerorden II. Klasse
- Kronenorden II. Klasse
- Komtur des Bayerischen Militärverdienstordens
- Franz-Joseph-Orden II. Klasse mit dem Stern
- Komtur I. Klasse des Albrechts-Ordens
- Herzoglich Sachsen-Ernestinischer Hausorden
- Kommandeur des toskanischen Zivilverdienstordens
- Komtur II. Klasse des Friedrichs-Ordens
- Großoffizier des Ordens der Krone von Rumänien
- Ritter I. Klasse des Großherzoglich Hessischen Philippsordens
- Hausorden der Wendischen Krone
- Stern von Rumänien
- Orden Karls III.
- Ludwigsmedaille
- Herzoglich Sachsen-Altenburgische Verdienstmedaille für Kunst und Wissenschaft in Gold
- Herzoglich Sachsen-Coburg und Gothaische Verdienstmedaille für Kunst und Wissenschaft

## Werke (in Auswahl)
- Iterumque vivat academia! Liedersammlung, 1878.
- Carmina burana selecta. 1879.
- Ubi sunt, qui ante nos in mundo fuere. 1881.
- Beiträge zur Geschichte und Literatur des deutschen Studententums. 1882
- Eisenbahn München nach Augsburg. 1890.